# Columbus (Minnesota)
Columbus – miasto w Stanach Zjednoczonych, w stanie Minnesota, w hrabstwie Anoka.